# Cirrhilabrus naokoae
Cirrhilabrus naokoae Randall & Tanaka, 2009 è un pesce d'acqua salata appartenente alla famiglia Labridae che proviene dall'oceano Indiano dell'ovest. Il primo esemplare noto proveniva da un negozio di acquari di Miyazaki, dove era stato ritenuto un maschio di Cirrhilabrus joanallenae.

## Etimologia
Il nome naokoe deriva da Naoko, il nome della moglie del secondo autore, Hiroyuki Tanaka.

## Descrizione
Presenta un corpo compresso lateralmente, allungato e con la testa dal profilo appuntito. Il dorso è rosso, mentre il ventre è bianco e a separare le due aree c'è un'ampia fascia orizzontale gialla. La lunghezza massima registrata è di 6 cm. La pinna caudale ha il margine arrotondato ed è nera o grigiastra, mentre le pinne pelviche sono molto ampie e nere. La pinna dorsale ha i primi raggi più allungati, ma essi non formano filamenti; questa caratteristica insieme alla fascia gialla lo distingue dal simile Cirrhilabrus joanallenae. la pinna anale è più corta, rossastra e bordata di azzurro.
Può essere confuso anche con Cirrhilabrus morrisoni e Cirrhilabrus rubriventralis.

## Distribuzione e habitat
Proviene dalle barriere coralline dell'ovest dell'oceano Indiano; è stato trovato in Indonesia e Sumatra. Nuota tra i 10 e i 20 m di profondità.

## Biologia
Sconosciuta, ma le sue abitudini sono molto probabilmente simili a quelle delle altre specie del genere Cirrhilabrus.